# František Máka
František Máka (Jičín, 27 settembre 1968) è un ex combinatista nordico ceco.
Fino alla dissoluzione della Cecoslovacchia (1992) gareggiò per la nazionale cecoslovacca.

## Biografia
In Coppa del Mondo esordì il 10 febbraio 1990 a Leningrado (8°) e ottenne come miglior risultato un quarto posto.
In carriera prese parte a due edizioni dei Giochi olimpici invernali, Albertville 1992 (15° nell'individuale, 6° nella gara a squadre) e Lillehammer 1994 (18° nell'individuale, 5° nella gara a squadre), e a tre dei Campionati mondiali (4° nella gara a squadre a Trondheim 1997 il miglior risultato).

## Palmarès

### Mondiali juniores
- 1 medaglia:
  - 1 argento (gara a squadre a Saalfelden 1988)

### Coppa del Mondo
- Miglior piazzamento in classifica generale: 9º nel 1992